# Benjamin Cleary
Benjamin Cleary é um produtor de cinema irlandês. Venceu o Oscar de melhor curta-metragem em live action na edição de 2016 pela realização da obra Stutterer, ao lado de Serena Armitage.

## Filmografia
- Stutterer
- Love Is A Sting
- The Great Fall
- Trumpet
- Kindred